# Rodney Blake
Pour les articles homonymes, voir Blake.

a Compétitions nationales et continentales officielles uniquement.

b Matchs officiels uniquement.
Dernière mise à jour le 27 décembre 2017.
Rodney Blake, né le 29 avril 1983 aux Tonga, est un ancien joueur de rugby à XV international australien, de nationalité tongienne. Il évolue au poste de pilier. Il est surnommé Rodzilla à cause de sa corpulence (1,91 m pour 130 kg).

## Carrière

### En club
- 2005-2008 : Queensland Reds
- 2008-2010 : Aviron bayonnais
- 2010-2012 : Melbourne Rebels

Il dispute treize matchs de Super 14 avec les Reds en 2006, et sept matchs de Super 12 en 2005.

### En équipe nationale
Il joue avec l'équipe d'Australie des moins de 21 ans en 2004.
Il effectue son premier test-match le 11 juin 2006 contre l'équipe d'Angleterre.

## Palmarès
- Nombre de matchs avec l'Australie : 7
- Nombre de matchs de Super Rugby : 57